# Марія Мерседес Фонтесілла
Марія Мерседес Фонтесілла і Фернандес де Вальдівієсо (18 червня 1799  — 5 травня 1853 ) — перша леді Чилі.
Мерседес Фонтецілла народилася в Сантьяго, була донькою Дієго Антоніо Фонтецілла Паласіос і Рози Фернандес де Вальдівієсо і Портусагасті. 20 серпня 1814 року вона вийшла заміж за Хосе Мігеля Карреру Вердуґо, і разом у них народилося п'ятеро дітей: Франциско Хав'єро, Роберт, Роза, Хосеф та Хосе Мігель (який народився після смерті батька, а в свою чергу був батьком Ігнасіо Каррери Пінто, героя Тихоокеанської війни). Після поразки Ранкагуа разом із чоловіком емігрувала до Аргентини. Мерседес Фонтецилла слідувала за ним під час усіх його походів, і йому було дозволено повернутися до Чилі лише 1821 року.
Після страти генерала Каррери в 1823 році вона вийшла заміж за Дієго Хосе Бенавенте, з яким у неї було ще четверо дітей: Бенджамін, Мерседес, Маріана та Кароліна. Марія померла в Сантьяго у віці 54 років.